# 미켈 미술관
미켈 미술관(에스토니아어: Mikkeli muuseum)은 에스토니아 탈린에 있는 미술관이다. 주로 서양 미술품, 도자기를 소장하고 있으며 1994년 미술 수집가 요하네스 미켈이 기증했다.